# 2010년 캘리포니아 주지사 선거
2010년 캘리포니아 주지사 선거는 2011년부터 2015년까지 재임할 캘리포니아의 주지사를 선출하기 위해 2010년 11월 2일 열렸다. 현직 주지사였던 아널드 슈워제네거는 1990년 제정한 연임 제한 규정으로 출마하지 못하였다. 그러나 1975년부터 1983년까지 재임했기 때문에 이 규정에 적용받지 않는 전직 주지사 제리 브라운이 민주당 소속으로 재출마하였다. 이에 맞서 공화당은 이베이 CEO를 지낸 여성 기업인 메그 휘트먼을 후보로 내세웠다. 당초 여론조사에서는 두 후보가 접전을 펼칠 것으로 예상하였지만 선거 결과 브라운이 휘트먼을 다소 큰 격차로 꺾고 3선을 하게 되었다. 이 선거는 같은 날 치러진 연방 상원의원 선거와 함께 큰 주목을 받았다.
| 후보 | 후보            | 정당   | 득표       | 득표   | 비고 |
| ---- | --------------- | ------ | ---------- | ------ | ---- |
|      | 제리 브라운     | 민주당 | 5,428,458  | 53.77% | 당선 |
|      | 메그 휘트먼     | 공화당 | 4,127,371  | 40.89% |      |
|      | 콜린 나이팅게일 | 독립당 | 166,308    | 1.7%   |      |
|      | 데일 오그던     | 자유당 | 150,898    | 1.5%   |      |
|      | 로라 웰스       | 녹색당 | 129,231    | 1.2%   |      |
| 합계 | 합계            | 합계   | 10,095,485 |        |      |